# Целинный (Башкортостан)
Цели́нный (баш. Сиҙәм) — село Абзелиловского района Республики Башкортостан России. Административный центр Альмухаметовского сельсовета. Согласно переписи 2020 года население составляло 1183 человека.

## География
Высота над уровнем моря: 372 м.

### Географическое положение
Расстояние до
- районного центра (Аскарово): 49 км,
- ближайшей железнодорожной станции (Альмухаметово): 3 км,
- города Магнитогорска: 60 км,
- города Сибая: 40 км.

## История
Статус села посёлок Целинный приобрёл в 2005 году, согласно Закону Республики Башкортостан от 20 июля 2005 года N 211-з «О внесении изменений в административно-территориальное устройство Республики Башкортостан в связи с образованием, объединением, упразднением и изменением статуса населённых пунктов, переносом административных центров».

## Население
| 1959 | 1968  | 1970  | 1979  | 1989  | 2002  | 2009  | 2010  |
| ---- | ----- | ----- | ----- | ----- | ----- | ----- | ----- |
| 802  | ↗1139 | ↗1347 | ↗1552 | ↗1648 | ↘1455 | ↗1551 | ↘1404 |

## Религия
В селе есть мечеть.

## Достопримечательности
В 10 км озеро Лебяжье.